# モーガン・ヒカル・エイケン
モーガン・ヒカル・エイケン（英語: Morgan Hikaru Aiken、加藤ひかる、1994年7月15日 - ）は、グアム出身の日系アメリカ人元プロバスケットボール選手。
グアムから日本のプロバスケットボールリーグに出場した初の選手。ハワイで生まれグアムの高校に通い、イースタン大学でNCAA大学バスケットボールでプレー。翌年、テキサス大学エルパソ校に転校したが単位不足で卒業していない。エイケンは、2014年ミクロネシアゲームズで金メダルを獲得したグアム代表の一員。また日本のInstagram  とYouTube にアップロードされた動画で人気を集めた後、Boing Vertとアディダスが支援している。

## 高校
エイケンは2010年にグアムIIAAG高校リーグで全島チーム（セカンドチーム）に加わった唯一の2年生だった。 2011年にジュニアとして、エイケンは州選手権で優勝し、ファーストチームオールアイランドに指名され、日本で開催された極東トーナメントのスラムダンクコンテストで2位になった。エイケンは、3年生の優秀な成績からリーグのMVPになると期待されていたが、シニアシーズンが始まる2週間前に左足を骨折し、シーズンの半分を棒に振るも、セカンドチームオールアイランドに指名された。 2012年、エイケンはセントポールクリスチャンスクールを卒業。卒業後はペンシルベニア州にあるイースタン大学 に入学した。

## プロとしてのキャリア
2015年、エイケンはbjリーグの秋田ノーザンハピネッツとアーリーチャレンジ制度で契約を結び、チームの練習に参加。しかし、本契約が困難になったため、シーズンの残りの期間は東京サンレーヴス（現：しながわシティ）と契約して7試合に出場。2016-17シーズンはB2の香川ファイブアローズと契約し、18試合に出場したが、1シーズンで退団。
2019年から2シーズン、B3の埼玉ブロンコスでプレーの後、2021年からは埼玉の関係者が多く加わった山口ペイトリオッツに入団した。チームの初代キャプテンを務めた2021-22シーズンは日本でのキャリア最多の50試合に出場した。同シーズン終了後、引退を表明した。

## 挿話
- グアムの高校を卒業した選手として初めてプロ契約を締結（2015年10月）。
- グアムの高校を卒業し、プロ契約にサインした最年少の選手（年齢：21歳）。